# Projekt
Et projekt er som en engangsopgave (unik opgave) med en serie sammenkædede aktiviteter, et konkret mål eller slutresultat, et start – og sluttidspunkt.
Ordet projekt bruges om mange forskellige aktiviteter og definitionerne varierer. De fleste definitioner indeholder nedenstående fire punkter:
1. En unik opgave – i modsætning til rutineopgaver, sager mv.
2. Projektet har et specifikt formål, der indeholder to typer mål:
  1. produktmål: det konkrete resultat af projektet.
  2. nyttemål: der er det slutmål, som produktmålet skal opfylde.
3. Projektet har sin egen organisation – med forskellige typer ressourcer, der i fællesskab bidrager til projektets mål.
4. Projektet har en tidsmæssig afgrænsning. Projektet startes og afsluttes.

|              | Storebæltsbroen                       | Grøn Koncert                      | Nyt produkt                  | Projektopgave på en uddannelse         |
| ------------ | ------------------------------------- | --------------------------------- | ---------------------------- | -------------------------------------- |
| Produktmål   | En bro / tunnel over Storebælt        | En række koncerter i Danmark      | selve produktet              | 80 siders opgave                       |
| Nyttemål     | forbedre trafikken mellem landsdelene | tjene penge til muskelsvindfonden | tjene penge til virksomheden | afslutte et kursus med en god karakter |
| Organisation | A/S Storebælt med underleverandører   | Mange involverede                 | En projektgruppe             | En gruppe studerende                   |